# Marrecs de Salt
Els Marrecs de Salt són una colla castellera fundada el 8 de novembre de 1995 a Salt (Gironès) i inscrita al Registre d'Assocacions de la Generalitat l'1 d'abril de 1996. Són considerats colla local també a Girona, juntament amb la colla universitària Xoriguers de la UdG. Són una de les nou colles que hi ha actualment en actiu a la província de Girona i des de la dissolució dels Castellers de l'Albera, també la més antiga en actiu. El seu millor castell és el 3 de 9 amb folre i el van descarregar el dia de la seva millor actuació, el 23 de juliol de 2017 per la diada de Sant Jaume, a Salt, on van descarregar el 5 de 8, el 3 de 9 amb folre, el 2 de 8 amb folre i van carregar el pilar de 6. Porten la camisa de color blau que simbolitza el riu Ter. El nom de la colla és un sinònim dialectal del mot xiquet, popularitzat pels Xiquets de Valls. El 1985 ja va ser utilitzat per la colla efímera Marrecs del Catllar.
El millor castell assolit per la colla és el 3 de 9 amb folre, descarregat per primer cop el 23 de juliol de 2017 per la diada de Sant Jaume, per la Festa Major de Salt. La millor temporada de la colla va ser la del 2017, en què es va descarregar el millor castell i realitzar la millor actuació de la història de la colla. Fins al 2017 els Marrecs van descarregar 3.674 construccions i van quedar en només carregades 87.

## Història

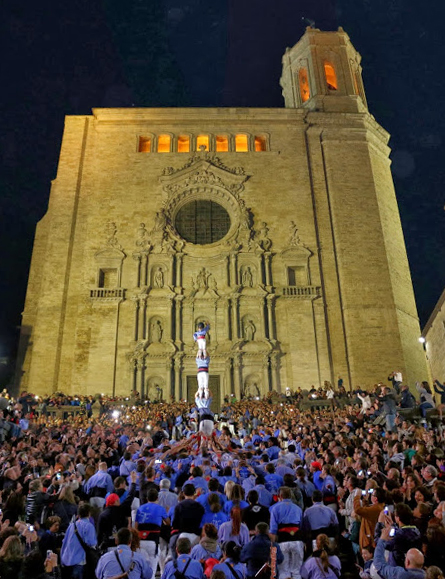
Pilar de la Catedral, Girona.

La colla es va fundar el novembre de 1995 motivada per l'actuació dels Castellers de Terrassa i els Castellers d'Esparreguera a la plaça del Vi de Girona per les Fires de Sant Narcís, l'octubre d'aquell mateix any. La seva primera actuació va ser el 5 de gener de 1996 a Salt, a la recepció dels Reis Mags d'Orient, on hi van carregar un pilar de 4 i descarregar un pilar de 4 per sota. El seu bateig va tenir lloc el 14 d'abril de 1996 també a Salt, en el qual van actuar com a padrins els Castellers de Terrassa i els desapareguts Ganxets de Reus. El dia del seu bateig els Marrecs van descarregar el 4 de 6 amb agulla, carregar el 2 de 6 i descarregar el 3 de 6.
Els primers anys de la colla s'assajava a equipaments municipals com ara l'escola la Farga o el pavelló municipal i el primer any es feia servir l'antic cafè de Can Pep de seu social. L'empenta inicial els va fer progressar ràpidament, cosa que els va permetre assolir les construccions bàsiques de set pisos al llarg del 1996. El 4 de 7 amb l'agulla i el 5 de 7 no es van descarregar fins al 1997, any en què van fer la primera actuació del pilar de la catedral, diada icònica de la colla a Girona.
El primer cop que van descarregar un castell de vuit va ser el 2001 a la plaça del Vi de Girona. Van descarregar el 4 de 8 i carregar el 3 de 8 en aquella mateixa actuació, essent l'única colla que el dia que estrena els castells de 8, en fa dos. El 2002 els Marrecs van fer de padrins d'una altra colla per primera vegada. Juntament amb els Castellers de Sabadell van batejar els Xerrics d'Olot.
El 2011 van deixar el local compartit a la Coma Cros per traslladar-se al seu local d'assaig actual, cedit per l'ajuntament per a ús exclusiu de la colla. El nou local també es troba dins el recinte de la Coma Cros, però queda darrere de la nau principal, en una de les anomenades Naus Guixeres.
El 2012 era el seu segon any amb local propi i van acabar la temporada amb el primer 2 de 8 amb folre, que va quedar en carregat. El van acompanyar del 3 de 8 i el 4 de 8, realitzant per primera vegada tres castells de vuit en una mateixa actuació: la primera “tripleta” de la colla. Aquesta diada es va superar fins a tres cops durant el 2013: completant la tripleta al descarregar per primer cop el 2 de 8 amb folre al juliol, afegint-hi el pilar de 6 carregat a principis d'octubre, i finalment descarregant el pilar de 6 a la diada de Sant Narcís, el 27 d'octubre. El 26 d'octubre de 2014, també per Sant Narcís, van carregar el seu primer 5 de 8, que van descarregar el 26 de juliol de 2015 a la diada de Sant Jaume, a Salt. El 23 de juliol de 2017 van descarregar el seu primer 3 de 9 amb folre a Salt.
En els darrers anys els Marrecs han batejat colles de nova creació: el 2013 van batejar els Esperxats de l'Estany juntament amb Castellers de Figueres; el 2014 van batejar els Vailets de l'Empordà juntament amb Minyons de Terrassa i els Castellers de l'Alt Maresme juntament amb Capgrossos de Mataró; el 2015 van batejar els Minyons de Santa Cristina juntament amb Sagals d'Osona i els Castellers d'Andorra juntament amb Xiquets del Serrallo.
La millor actuació dels Marrecs és la de la diada de Sant Jaume del 23 de juliol de 2017. L'actuació completa, amb pilars inclosos, va ser: pilar de 4 caminat, 5 de 8, 3 de 9 amb folre, 2 de 8 amb folre i pilar de 6 (carregat).

## Diades
El calendari dels Marrecs es divideix en tres trams ben diferenciats, marcats per tres cites anuals destacables: Temps de Flors, Sant Jaume i Sant Narcís. Aquestes tres actuacions locals (dues a Girona i una a Salt) han vist els millors castells de cada tram.
- La diada de Temps de Flors té lloc al maig a Girona i tanca el primer tram de la temporada. La diada s'emmarca dins de Temps de Flors, una exposició floral a espais oberts i tancats, tant públics com privats de la ciutat.[27]
- La diada de Sant Jaume té lloc a l'entorn del 25 de juliol a Salt i tanca el segon tram de la temporada. És la diada de Festa major de Salt i la més important que se celebra a la ciutat.[4]
- La diada de Sant Narcís té lloc a final d'octubre a la Plaça del Vi de Girona. Tanca el tercer tram i és la gran actuació de final de temporada. També se l'anomena la gran diada del nord i la protagonitzen els Marrecs i els Minyons de Terrassa des del 1996, i a partir del 2007 també els Capgrossos de Mataró. La diada ha vist moltes de les millors actuacions de Marrecs: el primer 2 de 7, els primers castells de 8, el primer 2 de 8 amb folre carregat, el primer pilar de 6 descarregat i el primer 5 de 8 carregat. Els Minyons de Terrassa hi han fet actuacions històriques, la més destacada de les quals el 1998, descarregant el primer 4 de 9 net o sense folre del segle xx. El 2014 van completar el primer 3 de 10 amb folre i manilles de la plaça del Vi.[28][29][30]

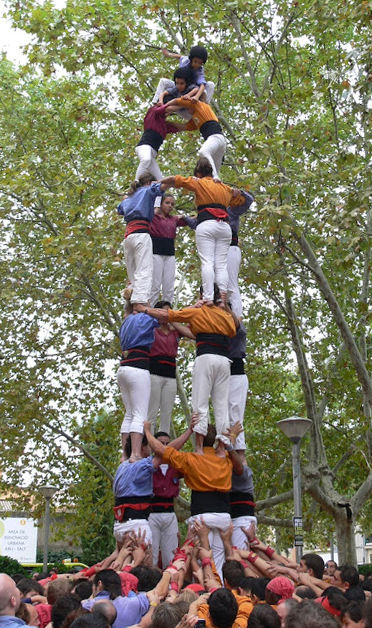
4 de 7 de germanor a Salt

La diada de Colles de l'Eix és una actuació de germanor que es fa al setembre amb els Tirallongues de Manresa, Castellers de Lleida i Sagals d'Osona actuant alternativament a Salt, Manresa, Lleida i Vic, poblacions unides per l'Eix Transversal des que es va inaugurar el 1997. Des de la seva primera edició, el 1999 a Manresa, és tradició acabar l'actuació amb un 4 de 7 de germanor, castell que es constitueix amb un quart de pinya i un rengle de cada colla, formant un castell blau, blau ratllat, bordeus i carabassa.
La diada del Pilar de la catedral té lloc l'1 de novembre  a la catedral de Girona i se celebra des de l'any 1997. Es diferencia d'altres actuacions en el fet que es fa un castell al peu de les escales, es puja un pilar de 4 caminant fins dalt dels 90 graons i es fa un darrer castell davant la façana. El 2010, en l'última actuació d'una mala temporada, el pilar va caure i es va haver de refer per pujar els últims graons, entre els aplaudiments del públic. La castellera i periodista Ester Bertran va fer-ne el vídeo Ho portem dins, que aviat fou viral.

## Concurs de castells
| Resultat              |
| --------------------- |
| Descarregat (D)       |
| Carregat (C)          |
| Intent (I)            |
| Intent desmuntat (ID) |

Els Marrecs han participat a onze edicions del Concurs de castells de Tarragona, que se celebra bianualment. La colla va quedar 18a el 1998, 7a el 2002, 13a el 2004, 11a el 2006, 12a el 2008, 21a el 2012, 16a el 2014 i 14a al 2016. La seva millor actuació va ser el 2016, però la seva participació més destacada, amb una setena posició, va ser la del 2002, gràcies a una actuació amb el 4 de 8, el 2 de 7, un intent desmuntat de 3 de 8 i un inèdit pilar de 6 carregat.
La següent taula mostra els castells realitzats cada any que hi han participat fins al 2022:
| Concurs | Rondes   | Rondes    | Rondes    | Rondes     | Rondes     | Pos. |
| Concurs | 1a       | 2a        | 3a        | 4a         | 5a         | Pos. |
| ------- | -------- | --------- | --------- | ---------- | ---------- | ---- |
| 2024    | 5de8     | 2de8f     | 3de8      | —          | —          | 12   |
| 2022    | 4de8     | 3de8      | 9de7      | 2d7        | —          | 13   |
| 2018    | 5d8      | 3de9f (c) | 2d8f (id) | 2d8f*      | —          | 10   |
| 2016    | 5d8      | 2d8f      | 7d8       | —          | —          | 14   |
| 2014    | 3de8     | 2de8f (c) | 9de7      | 4de8       | —          | 16   |
| 2012    | 4de8 (c) | 2de7      | 5de7      | —          | —          | 21   |
| 2008    | 2de7     | 3de8 (i)  | 5de7      | 3de7ps     | —          | 12   |
| 2006    | 4de8     | 2de7 (id) | 4de7a     | 2de7       | —          | 11   |
| 2004    | 5de7     | 2de7      | 3de7ps    | Pde6 (i)   | —          | 13   |
| 2002    | 4de8     | 2de7      | 3de8 (id) | Pde6 (c)   | —          | 7    |
| 1998    | 4de7     | 5de7      | 4de7a     | 3de7ps (i) | 3de7ps (i) | 18   |

## Reconeixements

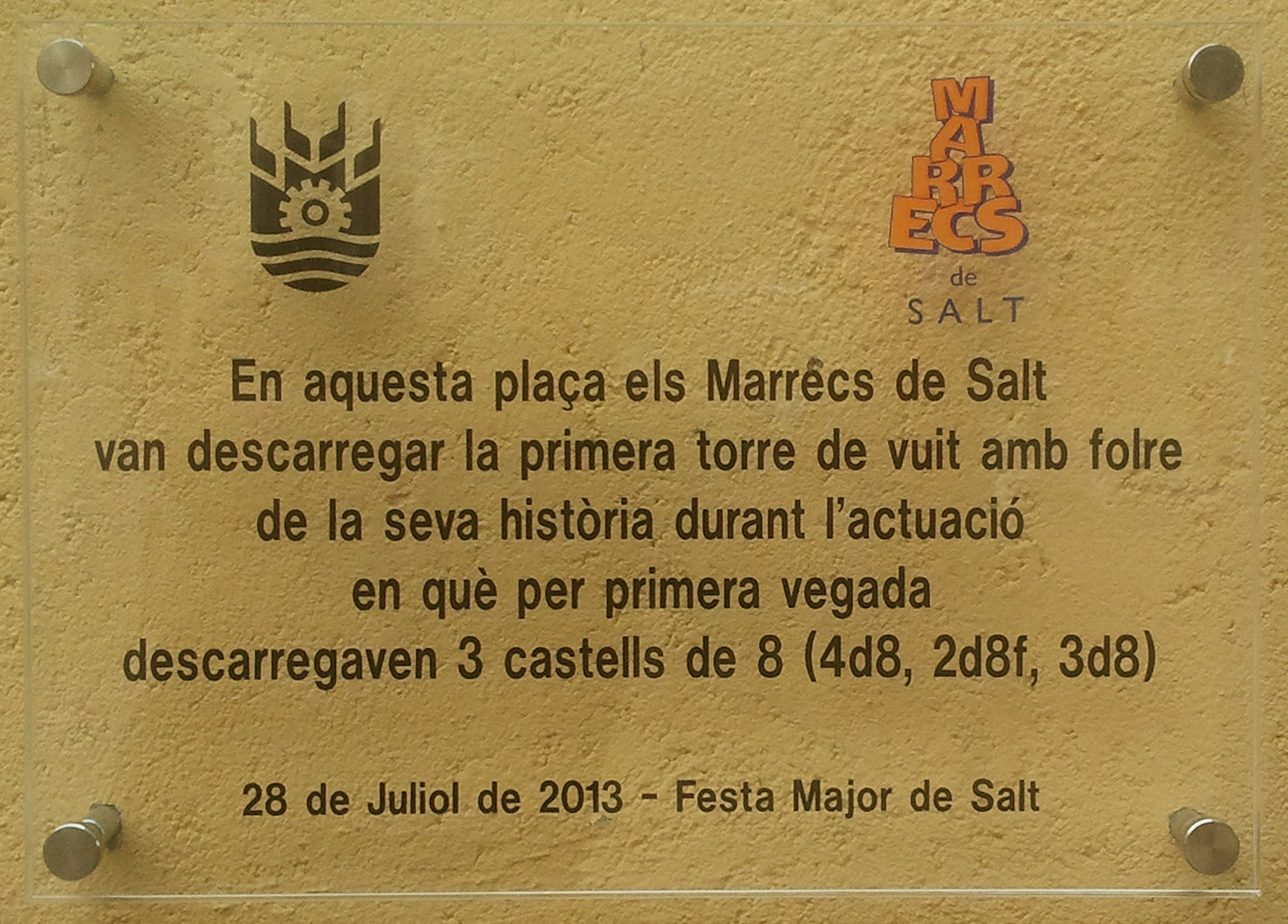
Placa a l'Ajuntament de Salt.

L'any 1998 l'ajuntament de Salt els va concedir el Premi 3 de març com a entitat destacada en el seu treball per al poble de Salt. El 2003 l'Ateneu d'Acció Cultural els va concedir el premi per a la normalització lingüística. L'any 2009 van rebre el guardó de Gironí de l'any. El 2010 la Federació d'Ateneus de Catalunya els va concedir el premi Ateneus a l'activitat sociocultural, pel projecte d'integració de la immigració senegalesa de Salt, a les activitats de cultura tradicional catalana a través de la música, amb col·laboració amb Oudiodial, una associació de música senegalesa de Salt.
El 2002 l'Ajuntament de Girona va col·locar una placa a la Plaça del Vi per commemorar el 4 de 8 i el 3 de 8 carregat de l'actuació de Sant Narcís del 2001. El 2002, l'Ajuntament de Salt va col·locar una placa a la Plaça Lluís Companys per commemorar el primer castell de vuit descarregat a la població. El 27 d'abril de 2014, coincidint amb l'actuació dels 18 anys de la colla, l'Ajuntament de Salt, va col·locar una placa per commemorar la primera actuació amb tres castells de vuit descarregats per la colla, del 28 de juliol de 2013.
L'any 2016 l'Ajuntament de Girona tria a Marrecs de Salt per fer el pregó d'inauguració de les Fires i Festes de Girona. Els Marrecs són també els encarregats de commemorar el 600 aniversari de la nau gòtica de la Catedral de Girona; el dia 1 de novembre, després de la tradicional pujada d'un pilar per les escales del temple, la colla castellera va aixecar un 3 de 8 i un pilar de 6 dins de la nau gòtica de la Catedral.